# Acanthodelta signipennifera
Acanthodelta signipennifera là một loài bướm đêm trong họ Noctuidae.